# Slaget vid Petsamo
Slaget om Petsamo utkämpades under vinterkriget mellan finländska och sovjetiska trupper i Petsamoområdet i norra Finland. De finländska trupperna var numerärt underlägsna, men lyckades hålla tillbaka de ryska styrkorna på grund av det extrema kalla vädret och terrängen.

## Stridsordning

### Finland
De finländska trupperna bestod av det avdelta 10 kompaniet (10.Er.K) i staden Petsamo (finska: Parkkina) och det avdelta 5 batteriet (5.Er.Ptri) i Linhammar. De avdelta kompanierna och batterierna hörde inte till någon specifik division i den finländska armén och kunde placeras i ad hoc-formationer. Trupperna var del av Lapplandsgruppen (Lapin Ryhmä) i den finländska armén som hade sitt högkvarter i Rovaniemi. Trupperna förstärktes senare med de avdelta 11 och 3 kompanierna vilket inte följde den ursprungliga mobiliseringsplanen. Även den lilla 11 spaningsavdelningen (Tiedusteluosasto 11) tillfördes trupperna. Dessa trupper kallades Avdelning Pennanen (Osasto Pennanen) efter befälhavaren kapten Antti Pennanen.

### Sovjetunionen
Sovjetunionen hade den 14 armén på Kolahalvön. Armén bestod av tre divisioner (104 bergsjägar- samt 52 och 14 divisionerna). Enbart den 104 och 52 divisionen deltog i operationerna vid Petsamo. Sovjetunionen hade en överlägsen mängd trupper i området i jämförelse med Finland.

## Slaget
Delar av den 104 divisionen överskred gränsen den 30 november 1939 och ockuperade den finländska delen av Fiskarhalvön. Det 242 infanteriregementet från 104 divisionen nådde staden Petsamo (Parkkina) den 1 december. De finländska trupperna drog sig tillbaka till Luostari. Den 52 divisionen transporterades till Petsamo med båt och tog över anfallet efter den 104 och pressade avdelning Pennanen bakåt hela vägen till Höyhenjärvi, tills man lyckades stoppa anfallet den 18 december. Under de två följande månaderna stod de sovjetiska styrkorna stilla. Under denna tid utförde finländarna flera rekognoserings- och gerillaräder bakom fiendens linjer. Efter tvåmånaderspausen återupptog de sovjetiska styrkorna sitt anfall och anfallet den 25 februari tvingade de finländska styrkorna bakåt ända till Nautsi nära Enare träsk. Fronten stannade i Jäniskoski-Niskakoskiområdet söder om Nautsi under februari-mars månader fram till slutet av Vinterkriget i mars 1940.

## Freden
I Moskvafreden i mars 1940 blev Finland tvunget att överlåta delar av sitt territorium till Sovjetunionen. Bland dessa fanns den finländska delen av Fiskarhalvön i allra nordligaste Petsamo. Sovjetunionen kom senare att lägga beslag på hela Petsamoområdet efter Fortsättningskriget år 1944.